# United International Pictures
United International Pictures (abreviado como UIP) es una empresa conjunta de Paramount Pictures (propiedad de Paramount Skydance Corporation) y Universal Pictures (propiedad de NBCUniversal/Comcast) que distribuye algunas de sus películas fuera de Estados Unidos y Canadá. UIP también tenía derechos de distribución internacional a las películas de Metro-Goldwyn-Mayer y United Artists cuando MGM formaba parte de la empresa. En 2001, cuando MGM dejó UIP, haciendo un acuerdo de distribución con el brazo de 20th Century Fox en el extranjero. La compañía también distribuyó contenidos de DreamWorks internacionalmente también.
Todos los contenidos de United International Pictures están disponibles para Europa en la plataforma SkyShowtime.

## Visión del conjunto

### Antecedentes
La historia temprana de Paramount con MCA se remonta a los años 1950, cuando parte del talento trabajó para Paramount Pictures, notablemente estaría Alfred Hitchcock. En 1957, MCA compró la biblioteca de películas de característica de sonido de Paramount de 1950. En 1962, MCA compró Universal Studios. En 1966, Gulf+Western compró Paramount.

### Cinema International Corporation (1970-1981)
En 1970, como resultado de las leyes antimonopolio estadounidenses, y debido a la disminución de las audiencias de cine, tanto para Paramount como Universal, acordaron fusionar sus operaciones internacionales en una nueva empresa: Cinema International Corporation, registrada en Inglaterra y Gales. Incluso operó en Canadá y el Caribe hasta finales de los años 70, cuando esos territorios se consideraban parte del mercado "nacional" norteamericano.
En 1973, Metro-Goldwyn-Mayer cerró sus oficinas de distribución y se convirtió en socio de CIC, que se hizo cargo de la distribución internacional de las películas de MGM; Sin embargo, United Artists se hizo cargo de la distribución de Estados Unidos, Canadá y el Caribe para las películas de MGM en ese momento. CIC también entró en el mercado del video doméstico formando CIC Video, que distribuyó los títulos de Paramount y Universal en video en todo el mundo. MGM, sin embargo, tenía su propia unidad de video, que más tarde se convirtió en una empresa conjunta con CBS como MGM/CBS Home Video (más tarde conocido como MGM/UA Home Video, que más tarde se renombró a MGM Home Entertainment).

### United International Pictures (1981-presente)
En 1981, MGM se fusionó con United Artists, que tenía su propia unidad de distribución internacional. CIC se negó a dejar a MGM abandonar la empresa en ese momento, pero permitió que esta última fusionara el brazo extranjero de UA con CIC, lo que llevó a la reorganización de la compañía como United International Pictures. MGM finalmente abandonó la empresa en 2001, cuando trasladó su distribución internacional a 20th Century Fox. La última película de MGM que se estrenó a través de UIP fue Hannibal.
En 1986, Ted Turner compró MGM/UA, pero luego revendió la compañía excepto su biblioteca cinematográfica, que incluía la biblioteca de cine y televisión de MGM anterior a mayo de 1986 y la biblioteca cinematográfica de Warner Bros. de antes de 1950 (la cual fue vendida a Associated Artists Productions en 1956, y fue adquirida por United Artists en 1958). Después de que la biblioteca fue adquirida por Turner, UIP (a través de MGM/UA) firmó un acuerdo para seguir distribuyendo la MGM antes de mayo de 1986 y antes de las bibliotecas cinematográficas de 1950 de Warner Bros para su estreno en salas.
El nombre de CIC se mantuvo en su división de video, que se convirtió directamente en una empresa conjunta de Paramount Home Video y MCA Videocassette, Inc. (más tarde MCA Home Video y MCA/Universal Home Video). CIC Video sobrevivió hasta fines de los años 90 y principios del 2000, cuando en 1999 Universal compró PolyGram Filmed Entertainment y reorganizó su división de video (que era una empresa conjunta con lo que ahora es Sony Pictures Home Entertainment y sigue siendo hasta el día de hoy), mientras que Paramount asumió la propiedad completa de CIC Video y la fusionó bajo su propia división de video.
UIP también tenía un brazo de televisión de suscripción, UIP Pay TV, que distribuyó Paramount, MGM / UA y Universal para pagar a las emisoras de televisión fuera de Estados Unidos, Canadá, Puerto Rico y el Caribe anglófono. UIP Pay TV se rompió en 1997 después de una investigación de 4 años por la Unión Europea, ya que acusó a UIP como organización similar a un cártel. Los derechos de televisión de pago de las películas fueron finalmente transferidos a Paramount International Television (más tarde renombrada CBS Paramount International Television y actualmente conocida como Paramount Global Content Distribution, hoy las películas de Paramount son distribuidas por Trifecta Entertainment & Media), Universal Worldwide Television (NBCUniversal Syndication Studios) y MGM Worldwide Television.
En 2002, United International Pictures se retiró del mercado finlandés. Como resultado, sus lanzamientos en ese país más tarde comenzaron a ser manejados por Walt Disney Studios Motion Pictures, luego en 2006, la distribución pasó al operador de cine nacional Finnkino.
En 2003, UIP comenzó a distribuir películas de Sony Pictures en Polonia.

#### Reorganización de 2007
A partir de 2007, United International Pictures redujo considerablemente sus operaciones internacionales. Al menos 15 "países clave" ahora son administrados directamente por separado por Universal Pictures, asumiendo las operaciones en Alemania, Austria, Bélgica, Corea del Sur, España, Italia, Países Bajos, Rusia y Suiza y Paramount Pictures en Australia, Brasil, Francia, Irlanda, México, Nueva Zelanda y el Reino Unido.
Estaba previsto que UIP continuara en Argentina, Chile, Colombia, Corea del Sur, Dinamarca, Filipinas, Grecia, Hungría, India, Japón, Malasia, Noruega, Panamá, Perú, Polonia, Singapur, Sudáfrica, Suecia, Taiwán, Tailandia y Turquía. Universal anunció en noviembre de 2007 su retirada de UIP en Corea del Sur para establecer su propia sucursal al mismo tiempo que cesaba la otra operación de UIP; Paramount anunció que en ese país, CJ Entertainment sería el distribuidor exclusivo de la compañía hasta 2015, cuando Lotte Entertainment se hizo cargo de las películas de Paramount. Andrew Cripps, presidente y director de operaciones de UIP, fue contratado como director de Paramount Pictures International. En su primer año, Paramount Pictures International distribuyó películas que alcanzaron la marca de los mil millones en julio de 2007, siendo el quinto estudio en lograrlo ese año.
En Rusia, Central Partnership se hizo cargo de los derechos de distribución de los títulos de Paramount Pictures desde 2008. 
A pesar de que sus operaciones japonesas fueron inicialmente planeadas para mantenerse intactas, United International Pictures se retiró del mercado japonés a finales de 2007; Y como resultado, Paramount Pictures comenzó a tomar sus operaciones de distribución japonesas en casa hasta el 31 de enero de 2016, cuando se formaron alianzas de distribución con TOWA PICTURES Company, Ltd. para la distribución en el cine japonés de sus películas comenzando con La gran apuesta el 4 de marzo de 2016, y Universal Pictures Japan también formó alianzas de distribución con TOHO-TOWA Company, Limited para distribución teatral y Geneon Entertainment (ahora NBCUniversal Entertainment Japan) para distribución de entretenimiento en el hogar.
En Filipinas, las películas de United International Pictures se distribuyeron a través de Warner Bros. hasta el año 2000 (con la excepción de Twister, donde Warner Bros. se encargó de la distribución en salas por sí mismo), cuando la distribución pasó a manos de Viva International Pictures. Solar Entertainment Corporation, a través de su filial Solar Films, distribuyó las películas de UIP de 2004 a 2014 y Sony Pictures Releasing International las distribuyó posteriormente de 2014 a 2020. Debido a que la pandemia de COVID-19 provocó el cierre de sus cines, UIP se retiró del mercado local, lo que provocó la disolución de la empresa en Filipinas. En octubre de 2021, se anunció que Universal Pictures International firmó una alianza de distribución con Warner Bros. para la distribución en salas de cine de Filipinas de sus películas, comenzando con Sin tiempo para morir el 15 de diciembre de 2021, luego del éxito de la alianza para la distribución de Home Entertainment en América del Norte, Alemania, Austria, Bélgica, Irlanda, Italia, Japón, Luxemburgo, Países Bajos, Reino Unido, y Suiza, así como el éxito de su alianza de distribución en salas de cine en Australia, mientras que la distribución de títulos selectos de Focus Features pasó por una empresa de distribución local de nueva creación, Upstream (que volvió a Warner Bros. después del cierre de Upstream). Mientras tanto, Paramount Pictures ha renovado su alianza de distribución con Sony Pictures para la distribución en salas de cine de Filipinas de sus películas.
De manera similar, a principios de 2021, el Consejo Administrativo de Defensa Económica de Brasil autorizó a la división brasileña de distribución de Warner Bros. Pictures a licenciar los estrenos de Universal en Brasil. La primera película bajo el nuevo acuerdo fue Promising Young Woman, estrenada en Brasil en mayo de 2021.
La compañía tiene su sede en Londres, Reino Unido, aunque sus operaciones en ese país están siendo asumidas por Paramount Pictures. Sin embargo, a partir de 2010 continúan distribuyendo películas en 19 países: Argentina, Chile, Colombia, Dinamarca, Filipinas, Grecia, Hungría, India, Israel, Malasia, Noruega, Panamá y Perú (a través de Sony Pictures International desde junio de 2014), Polonia, Singapur, Sudáfrica, Suecia, Taiwán, Tailandia y Turquía. Además, la compañía tiene acuerdos de distribución con empresas de distribución locales en otros 43 países. Un ejemplo de ello es Bontonfilm en la República Checa, que anteriormente distribuyó material de CIC y UIP en los mercados checo y eslovaco.